# Natilles
Les natilles són unes postres làcties. Es tracta d'una crema elaborada amb llet, rovells d'ou, sucre i aromes com la vainilla o la llimona.